# Mistrzostwa Polski w piłce siatkowej kobiet (1934)
Mistrzostwa Polski w piłce siatkowej kobiet 1934 – 6. edycja rozgrywek o mistrzostwo Polski w piłce siatkowej kobiet. Rozgrywki miały formę turnieju rozgrywanego w Wilnie. W turnieju mogły wziąć udział drużyny, które zwyciężyły w eliminacjach okręgowych. 

## Rozgrywki
Uczestniczące w mistrzostwach drużyny grały systemem "każda z każdą".
 Wyniki meczów
| Data       | Drużyna 1    | Wynik | Drużyna 2       | Sety               |
| ---------- | ------------ | ----- | --------------- | ------------------ |
| 02.06.1934 | AZS Warszawa | 2:0   | AZS Lwów        | 17:15, 15:5        |
| 02.06.1934 | AZS Warszawa | 2:0   | AZS Wilno       | 15:3, 15:1         |
|            |              |       |                 |                    |
| 02.06.1934 | AZS Warszawa | 2:0   | Sokół Grudziądz | 15:4, 15:1         |
| 02.06.1934 | AZS Lwów     | 2:1   | AZS Wilno       | 15:4, 13:15, 15:12 |
|            |              |       |                 |                    |
| 03.06.1934 | AZS Lwów     | 2:0   | Sokół Grudziądz | 15:8, 15:6         |
| 03.06.1934 | AZS Wilno    | 2:0   | Sokół Grudziądz | 15:10, 15:6        |

## Skład drużyny mistrza Polski
AZS Warszawa: Irena Brzustowska, Alicja Piotrowska, Edyta Holfeierówna, Halina Bielecka, Maria Włastelica, Barbara Cegielska, Barbara Stefańska.

## Klasyfikacja końcowa
| Miejsce | Drużyna         | Zwycięstwa | Sety | Punkty |
| ------- | --------------- | ---------- | ---- | ------ |
| złoto   | AZS Warszawa    | 3          | 6:0  | 92:29  |
| 2.      | AZS Lwów        | 2          | 4:3  | 93:77  |
| 3.      | AZS Wilno       | 1          | 3:4  | 65:89  |
| 4.      | Sokół Grudziądz | 0          | 0:6  | 35:90  |